# Línguas pahari
Pahari, ou Pahadi (पहाड़ी pahāṛī 'das colinas / montanhas') é um termo ambíguo que tem sido usado para uma variedade de línguas, dialetos e grupos de línguas, a maioria dos quais são encontrados nos Himalaias inferiores.
Mais comumente, refere-se a:
- Pahari-Potuari a língua predominante de Caxemira Livre, região administrada pelo Paquistão e áreas vizinhas de Jamu e Caxemira  administrados pela Índia
- Línguas Paharis Ocidentais faladas primariamente em Himachal Pradexe, Índia,[2] com algumas outras línguas nas partes sudeste da Índia, em Jammu e Caxemira,[3] e no oeste de Utaracanda[4]
- Línguas indo-arianas do norte, na literatura linguística frequentemente chamadas de "línguas pahari", um grupo proposto que inclui as línguas indo-arianas do Nepal e dos estados indianos de Utaracanda e Himachal Pradexe.

Menos comumente,  Pahari  pode ser:
- um termo usado pelos falantes da  língua dogri das planícies para se referir às variedades de Dogri faladas em altitudes mais elevadas, no Jammu indiano e na Caxemira[5]
- um nome local para uma variedade de Bilaspuri falada nma determinada área montanhosa de Punjabe indiano[2]
- um nome hoje em dia usado apenas em áreas rurais para se referir à língua nepalesa[6]
- um nome local para um dialeto da língua bhili do lestede  Guzerate.

- um termo semelhante é  Pahari  ( पहरी), que se refere a um grupo de dialetos Tibeto-Birmaneses (língua nuarle)[7][8]

- De origem semelhante é o nome Paharia, que é usado para várias línguas do centro-leste da Índia.